# Acanthagrion longispinosum
Acanthagrion longispinosum is een libellensoort uit de familie van de waterjuffers (Coenagrionidae), onderorde juffers (Zygoptera).
De soort staat op de Rode Lijst van de IUCN als niet bedreigd, beoordelingsjaar 2006.
De wetenschappelijke naam van de soort is voor het eerst geldig gepubliceerd in 1977 door Leonard.